# Àlonka
Àlonka (en rus: Алонка) és un poble (un possiólok) del krai de Khabàrovsk, a Rússia, que el 2019 tenia 328 habitants. Pertany al districte rural de Verkhnebureïnski.